# Ali Beratlıgil
Ali Beratlıgil (Izmit, 21 de outubro de 1931 - 1 de fevereiro de 2016) foi um futebolista e treinador turco, que atuava como defensor.

## Carreira
Ali Beratlıgil fez parte do elenco da Seleção Turca de Futebol que disputou a Copa do Mundo de 1954.

## Ligações Externas
- Perfil em FIFA.com (em inglês)